# NASCAR Xfinity Series 2015
Die NASCAR Xfinity Series 2015 begann am 21. Februar mit dem Alert Today Florida 300 und endete am 21. November mit dem Ford EcoBoost 300. Es war die 34. Saison der NASCAR Xfinity Series.

## Rennkalender
Alle Rennen fanden in den Vereinigten Staaten statt. Die Rennen in Watkins Glen, Morrow County und Elkhart Lake sind die einzigen, die nicht auf Ovalkursen stattfinden.
| Nr. | Datum         | Rennen (Ort)                                                                   | Sieger                    | Zweiter                     | Dritter                        | Pole-Position             | Meiste Führungsrunden     | Gesamtführender                             |
| --- | ------------- | ------------------------------------------------------------------------------ | ------------------------- | --------------------------- | ------------------------------ | ------------------------- | ------------------------- | ------------------------------------------- |
| 01  | 21. Februar   | Alert Today Florida 300 (Daytona Beach)                                        | Ryan Reed (Ford)          | Chris Buescher (Ford)       | Ty Dillon (Chevrolet)          | Austin Dillon (Chevrolet) | Kyle Busch (Toyota)       | Ryan Reed (Ford)                            |
| 02  | 28. Februar   | Hisense 250 (Hampton)                                                          | Kevin Harvick (Chevrolet) | Joey Logano (Ford)          | Ty Dillon (Chevrolet)          | Joey Logano (Ford)        | Kevin Harvick (Chevrolet) | Chris Buescher (Ford) Ty Dillon (Chevrolet) |
| 03  | 07. März      | Boyd Gaming 300 (Las Vegas)                                                    | Austin Dillon (Chevrolet) | Ryan Blaney (Ford)          | Regan Smith (Chevrolet)        | Austin Dillon (Chevrolet) | Austin Dillon (Chevrolet) | Ty Dillon (Chevrolet)                       |
| 04  | 14. März      | NASCAR XFINITY Series at Phoenix (Phoenix)                                     | Joey Logano (Ford)        | Matt Kenseth (Toyota)       | Kevin Harvick (Chevrolet)      | Joey Logano (Ford)        | Joey Logano (Ford)        | Ty Dillon (Chevrolet)                       |
| 05  | 21. März      | NASCAR XFINITY Series at Auto Club (Fontana)                                   | Kevin Harvick (Chevrolet) | Brendan Gaughan (Chevrolet) | Erik Jones (Toyota)            | Eric Jones (Toyota)       | Kevin Harvick (Chevrolet) | Ty Dillon (Chevrolet)                       |
| 06  | 10. April     | O’Reilly Auto Parts 350 (Fort Worth)                                           | Erik Jones (Toyota)       | Brad Keselowski (Ford)      | Dale Earnhardt Jr. (Chevrolet) | Erik Jones (Toyota)       | Erik Jones (Toyota)       | Ty Dillon (Chevrolet)                       |
| 07  | 18. April     | NASCAR XFINITY Series at Bristol (Bristol)                                     | Joey Logano (Ford)        | Daniel Suarez (Toyota)      | Chris Buescher (Ford)          | Erik Jones (Toyota)       | Joey Logano (Ford)        | Ty Dillon (Chevrolet) Chris Buescher (Ford) |
| 08  | 24. April     | ToyotaCare 250 (Richmond)                                                      | Denny Hamlin (Toyota)     | Joey Logano (Ford)          | Regan Smith (Chevrolet)        | Denny Hamlin (Toyota)     | Denny Hamlin (Toyota)     | Ty Dillon (Chevrolet)                       |
| 09  | 02. Mai       | Winn-Dixie 300 (Talladega)                                                     |                           |                             |                                |                           |                           |                                             |
| 10  | 17. Mai       | NASCAR XFINITY Series at Iowa (Newton)                                         |                           |                             |                                |                           |                           |                                             |
| 11  | 23. Mai       | NASCAR XFINITY Series at Charlotte (Concord)                                   |                           |                             |                                |                           |                           |                                             |
| 12  | 30. Mai       | Buckle Up 200 presented by Click It or Ticket (Dover)                          |                           |                             |                                |                           |                           |                                             |
| 13  | 13. Juni      | NASCAR XFINITY Series at Michigan (Brooklyn)                                   |                           |                             |                                |                           |                           |                                             |
| 14  | 20. Juni      | NASCAR XFINITY Series at Chicagoland (Joliet)                                  |                           |                             |                                |                           |                           |                                             |
| 15  | 04. Juli      | Subway Firecracker 250 powered by Coca-Cola (Daytona Beach)                    |                           |                             |                                |                           |                           |                                             |
| 16  | 10. Juli      | NASCAR XFINITY Series at Kentucky (Sparta)                                     |                           |                             |                                |                           |                           |                                             |
| 17  | 18. Juli      | Sta-Green 200 (Loudon)                                                         |                           |                             |                                |                           |                           |                                             |
| 18  | 25. Juli      | Lilly Diabetes 250 (Indianapolis)                                              |                           |                             |                                |                           |                           |                                             |
| 19  | 01. August    | US Cellular 250 presented by New Holland (Newton)                              |                           |                             |                                |                           |                           |                                             |
| 20  | 09. August    | Zippo 200 at The Glen (Watkins Glen)                                           |                           |                             |                                |                           |                           |                                             |
| 21  | 15. August    | NASCAR XFINITY Series at Mid-Ohio (Morrow County)                              |                           |                             |                                |                           |                           |                                             |
| 22  | 21. August    | Food City 300 (Bristol)                                                        |                           |                             |                                |                           |                           |                                             |
| 23  | 29. August    | NASCAR XFINITY Series at Road America (Elkhart Lake)                           |                           |                             |                                |                           |                           |                                             |
| 24  | 05. September | VFW Sport Clips Help a Hero 200 (Darlington)                                   |                           |                             |                                |                           |                           |                                             |
| 25  | 11. September | The Virginia529 College Savings 250 (Richmond)                                 |                           |                             |                                |                           |                           |                                             |
| 26  | 19. September | Jimmy John’s Freaky Fast 300 presented by Coca-Cola (Joliet)                   |                           |                             |                                |                           |                           |                                             |
| 27  | 26. September | VisitMyrtleBeach.com 300 (Sparta)                                              |                           |                             |                                |                           |                           |                                             |
| 28  | 03. Oktober   | NASCAR XFINITY Series at Dover (Dover)                                         |                           |                             |                                |                           |                           |                                             |
| 29  | 09. Oktober   | Drive fort the Cure 300 presented by Blue Cross and Blue Shiel of NC (Concord) |                           |                             |                                |                           |                           |                                             |
| 30  | 17. Oktober   | Kansas Lottery 300 (Kansas City)                                               |                           |                             |                                |                           |                           |                                             |
| 31  | 07. November  | O’Reilly Auto Parts Challenge (Fort Worth)                                     |                           |                             |                                |                           |                           |                                             |
| 32  | 14. November  | NASCAR XFINITY Series at Phoenix (Phoenix)                                     |                           |                             |                                |                           |                           |                                             |
| 33  | 21. November  | Ford EcoBoost 300 (Homestead)                                                  |                           |                             |                                |                           |                           |                                             |

Anmerkungen
| Hintergrundfarbe | Bedeutung                    |
| ---------------- | ---------------------------- |
|                  | Rennen auf einem Ovalkurs    |
|                  | Rennen auf einem Straßenkurs |

## Gesamtwertung

### Fahrerwertung
Stand: Nach 8 von 33 Rennen
| Pos. | Fahrer                | Punkte |
| ---- | --------------------- | ------ |
| 01.  | Ty Dillon             | 293    |
| 02.  | Chase Elliott         | 285    |
| 03.  | Chris Buescher        | 282    |
| 04.  | Darrell Wallace jr.   | 268    |
| 05.  | Regan Smith           | 252    |
| 06.  | Elliott Sadler        | 244    |
| 07.  | Brendan Gaughan       | 244    |
| 08.  | Ryan Reed             | 243    |
| 09.  | Brian Scott           | 243    |
| 10.  | Daniel Suarez         | 240    |
| 11.  | Jeremy Clements       | 206    |
| 12.  | David Starr           | 198    |
| 13.  | Ross Chastain         | 192    |
| 14.  | J. J. Yeley           | 173    |
| 15.  | Dakoda Armstrong      | 172    |
| 16.  | Ryan Sieg             | 165    |
| 17.  | Landon Cassill        | 163    |
| 18.  | Blake Koch            | 153    |
| 19.  | Brennan Poole         | 149    |
| 20.  | Cale Conley           | 146    |
| 21.  | Mike Bliss            | 131    |
| 22.  | Eric McClure          | 130    |
| 23.  | Harrison Rhodes       | 122    |
| 24.  | Joey Gase             | 120    |
| 25.  | Jeffrey Earnhardt     | 86     |
| 26.  | Mario Gosselin        | 80     |
| 27.  | Mike Harmon           | 72     |
| 28.  | Derrike Cope          | 67     |
| 29.  | Derek White           | 63     |
| 30.  | Peyton Sellers        | 61     |
| 31.  | Ryan Blaney           | 43     |
| 32.  | Dylan Lupton          | 41     |
| 33.  | Chris Cockrum         | 38     |
| 34.  | Carl Long             | 37     |
| 35.  | Jamie Dick            | 36     |
| 36.  | Brandon Gdovic        | 32     |
| 37.  | Josh Reaume           | 27     |
| 38.  | Jeff Green            | 23     |
| 39.  | Jimmy Weller III      | 22     |
| 40.  | Todd Bodine           | 20     |
| 41.  | Stanton Barrett       | 19     |
| 42.  | Carlos Contreras      | 18     |
| 43.  | Charles Lewandoski    | 14     |
| 44.  | Morgan Shepherd       | 13     |
| 45.  | Enrique Contreras III | 10     |
| 46.  | Justin Marks          | 4      |
| 47.  | Scott Lagasse Jr.     | 7      |
| 48.  | Dexter Bean           | 4      |

### Herstellerwertung
Stand: Nach 8 von 33 Rennen
| Pos. | Hersteller | Siege | Punkte |
| ---- | ---------- | ----- | ------ |
| 1.   | Chevrolet  | 3     | 324    |
| 1.   | Ford       | 3     | 313    |
| 3.   | Toyota     | 2     | 273    |
| 4.   | Dodge      | 0     | 84     |